# Peter Emanuel Goldman
Pour les articles homonymes, voir Goldman.
Peter Emanuel Goldman est un réalisateur américain, né à New York en 1939.

## Biographie
Peter Emanuel Goldman est « une figure de l'underground américain des années 60 ».
C'est grâce à Jean-Luc Godard qu'il a pu s'installer à Paris pour tourner, en 1967, son deuxième long métrage, Wheel of Ashes.
Peter Emanuel Goldman, également photographe, s'est ensuite détourné du cinéma, sauf pour réaliser en 1983 un film sur la médiatisation de la guerre au Liban intitulé NBC in Lebanon : A Study of Media Misrepresentation.

## Filmographie
- 1965 : Echoes of Silence
- 1965 : Pestilent City (court métrage)
- 1966 : The Sensualist (film perdu)
- 1968 : Roue de cendres (Wheel of Ashes)